# Gloeocantharellus purpurascens
Gloeocantharellus purpurascens är en svampart som först beskrevs av Lexemuel Ray Hesler, och fick sitt nu gällande namn av Rolf Singer 1945. Gloeocantharellus purpurascens ingår i släktet Gloeocantharellus och familjen Gomphaceae.   Inga underarter finns listade i Catalogue of Life.